# سد الحفه
سد الحفه (به عربی: سد الحفاة) یک سد در عربستان سعودی است که در استان عسیر واقع شده‌است.